# سیارک ۲۶۱۷۷
سیارک ۲۶۱۷۷ (به انگلیسی: 26177 Fabiodolfi، نامگذاری:1996GN2) بیست و شش هزار و صد و هفتاد و هفتمین سیارک کشف شده‌است که در ۱۲ آوریل ۱۹۹۶ کشف شد.
قدر مطلق سیارک برابر ۱۳.۵ است.